# خوسيه روتشا
خوسيه روتشا (بالبرتغالية: José Rocha‏) هو منافس ألعاب قوى برتغالي، ولد في 6 يوليو 1976.

## وصلات خارجية
- خوسيه روتشا على موقع الاتحاد الدولي لألعاب القوى (الإنجليزية)
- خوسيه روتشا على موقع الاتحاد الأوروبي لألعاب القوى (الإنجليزية)
- خوسيه روتشا على موقع رابطة إحصائيات سباق الطريق (الإنجليزية)